# Daucus montanus
Daucus montanus je druh rostliny z čeledi miříkovitých (Apiaceae).

## Popis
Je to jednoletá nebo dvouletá rostlina.

## Rozšíření
Je rozšířený od Mexika do And. Byl zavlečen do Španělska (Ostrovy Juana Fernándeze).

## Využití
Používá se jako léčivka a potravina.